# جائزة ألمانيا الكبرى 1957
جائزة ألمانيا الكبرى 1957 هو سباق فورمولا 1 أقيم بتاريخ 4 أغسطس 1957 في حلبة نوربورغرينغ، ألمانيا الغربية. كان السادس من أصل 8 في بطولة العالم لسباقات الفورمولا واحد موسم 1957. حلّ الأرجنتيني خوان مانويل فانجيو أولا بينما جاء البريطاني مايك هاوثورن في المركز الثاني وحصل على المركز الثالث البريطاني بيتر كولينز.